# Драгољуб Димитријевић
Драгољуб Димитријевић (Трстеник, 1950) српски је академски вајар и универзитетски професор.

## Биографија
Завршио је Основну школу „Живадин Апостоловић“ у Трстенику, средњу Школу примењених уметности „Ђорђе Крстић“ у Нишу и дипломирао вајарство на Факултету примењених уметности у Београду 1977. године.
Након завршених студија радио је неколико година у вајарском атељеу на Венчанцу. Сарадник је смотре уметности „Мермер и звуци“.
Од 1989. предаје на матичном факултету, као наставник у звању доцента на одсеку Примењено вајарство водио је наставу Цртања и Моделовања. У звању ванредног професора предавао је Примењено вајарство.
Он је секретар Удружења ликовних уметника примењених уметности и дизајнера Србије и вршилац дужности председника Удружења ликовних уметника примењених уметности и дизајнера Србије.
Обављао је функцију продекана Факултета примењених уметности у Београду од 1998 до 2000. и шефа департмана за Примењено вајарство.
Пионир је представљања ликова српских светаца у меморијалној скулптури.
Током каријере је реализовао преко хиљаду материјализованих дела, од којих је реко педесет награђено.
Учествовао је на преко двадесет уметничких колонија.
Редовни је члан УЛУПУДС-а и УЛУС-а. Има статус слободног уметника.
Специјализован је за рад у камену.
Живи и ради у Београду.

## Награде
- Награда за скулптуру на изложби „Сусрети младих стваралаца“ (Нови Београд)[1]
- Награда УЛУС-а за Решење спомен-обележја Ђорђу Станојевићу (Београд)[1]
- Награда УЛУПУДС-а за Ликовну делатност, Београд[1]
- Награда УЛУПУДС-а за Друштвену делатност, Београд[1]
- Прва награда за скулптуру, Мајски салон, Београд[1]

## Изложбе
- Салон нација у Паризу[1]
- Бијенале младих (Ријека)[1]
- Мајски салон (Београд)[1]
- Октобарски салон (Београд)[1]
- Међународни бијенале минијатуре (Горњи Милановац)[1]
- Две самосталне изложбе у Трстенику[1]
- Самостална изложба Врњачкој Бањи[1]
- Групне изложбе у 35 градова[1]

## Дела
- Споменик ратницима и жртвама у ратовима 1912-1918. године у Крушевцу[1]
- Капија порте цркве Св. Тројице (Трстеник)[1]
- Споменик Бану Милосављевићу (Бања Лука, 2003)[1]
- Споменик погинулим борцима и жртвама у отаџбинском рату (Зворник, 2004)[1]
- Споменик Ратницима и жртвама Тузланске регије (Каракај, 2005)[1]
- Споменик краљу Александру Карађорђевићу (Деронић, 2006)[1]
- Спомен-обележје Арсенију Чарнојевићу (Печуј, Мађарска, 2006)[1]
- Споменик Петру Кочићу (Београд и Стричићи, 2007)[1]
- Споменик Св. монаху Теодосију (манастир Рујан)[1]
- Споменик Светом краљу Твртку Котроманићу (Херцег Нови)[1]
- Споменик кнегињи Милици (Трстеник, 2016)[1]
- Споменик Драгану Николићу (Врњачка Бања, 2017)[1]
- Скулптура женски торзо[1]
- Скулптура „Часна трпеза“ (манастир Добрун)[1]
- Скулптура „Торзо“ (Дуго Село)[1]
- Скулптура „Четворокњижје“, Бања Лука)[1]
- Скулптура „Наћве“, (Бела Вода)[1]
- Скулптура патријарха Германа, Велика Дренова[2]

## Галерија
- Споменик Драгану Николићу, Врњачка Бања
- Споменик кнегињи Милици, Трстеник